# Burleska

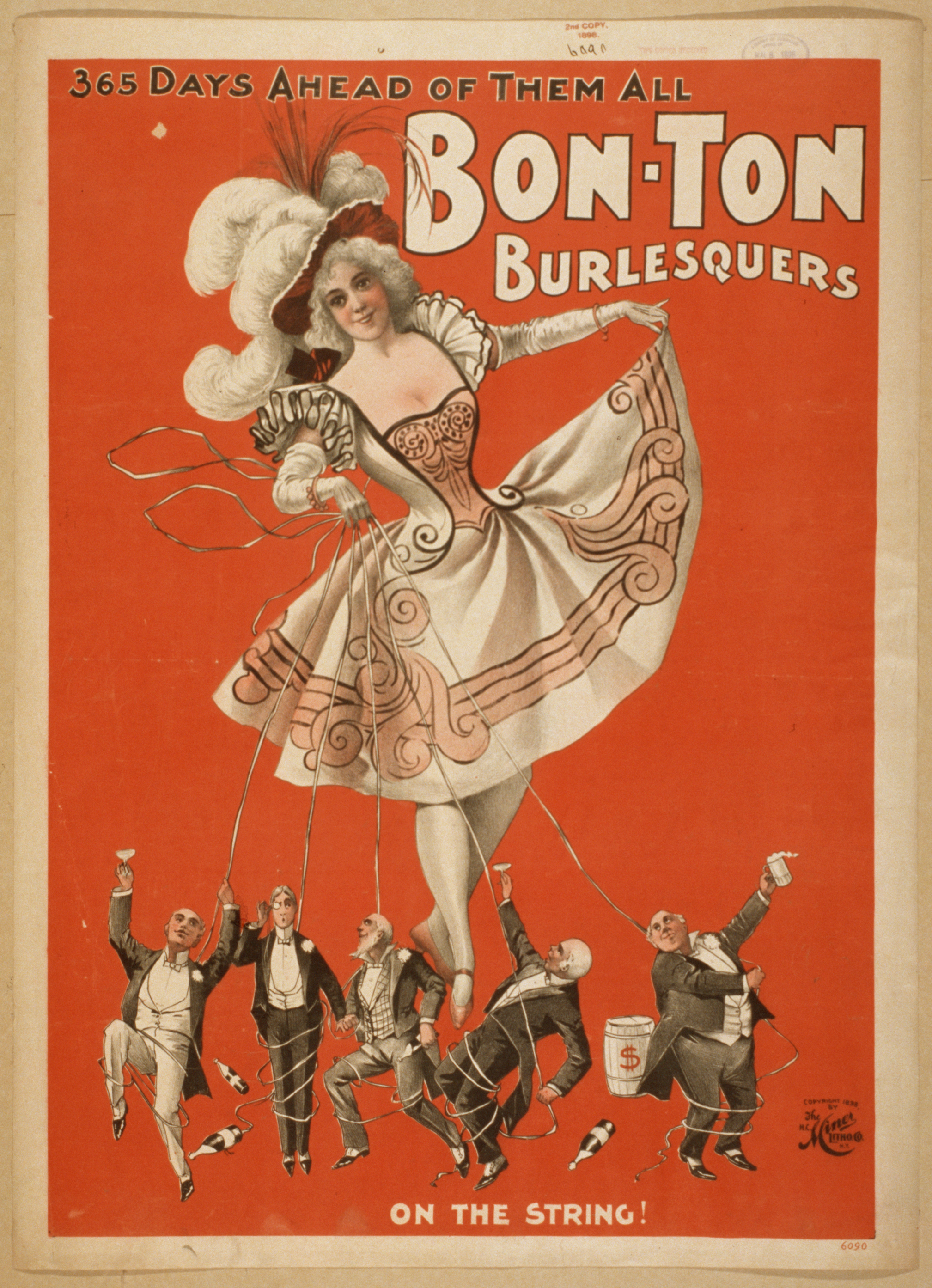

Burleska je literární, literárně-dramatický nebo hudebně-dramatický žánr zábavy, zobrazující komické a fraškovité příběhy se záměrem zlehčit realitu nebo zesměšnit její jevy.
Nová burleska, neboli neoburleska, je umělecké a feministické hnutí, které vzniklo ve Spojených státech na začátku 90. let 20. století. Zahrnuje jevištní vystoupení spoře oděných tanečnic nebo striptýzová vystoupení.

## Etymologie
Termín burleska je odvozen z italského slovesa burlare – smát se. Podobně francouzské burlesque má významy jako groteskní, fraškovitý apod. Ve starší češtině (19. století) byl výraz burleska užíván výhradně v souvislosti s fraškovitou, oproti komedii spíše pokleslejší literární formou.

## Historie

### Burleska v literatuře a hudbě
Zákonitosti a postupy literární burlesky jsou známy již z antické komedie a literatury (Aristofanés, Lúkianos), rozvíjely se v italské a francouzské komedii (Carlo Goldoni, Molière) a v pařížských kabaretech od závěru 19. století. Stejně tak se uplatnily v opeře i v operetě (například Jacques Offenbach).[rozpor]
V hudbě např. balet Petruška Igora Stravinského je označován jako „baletní burleska o čtyřech scénách“.

### Americká burleska
Zákonitosti americké burlesky 20. století formulovala Dita Von Teese. Podle ní burleska má kořeny v Americe, ve striptýzu. Začali s ní bratři z rodiny Minsky; Abe, Billy, Herbert a Morton, kteří roku 1912 zařídili vlastní burleskní show a síť divadel v New Yorku. Obecenstvo tvořili převážně chudí přistěhovalci, protože burleska byla levnější než jiná divadelní představení. Jenže ti nedokázali ocenit čistou burlesku, a tak Billy a Abe děvčatům vybudovali molo pro bližší kontakt s publikem. Také změnili název show na „Burleska, jak ji máte rádi – žádná rodinná show“ (Burlesque As You Like It – Not a Family Show).
První velká hvězda burlesky byla Gypsy Rose Lee, proslulá nákladnými kostýmy. Ve své vizuální show byla tanečnicí i kabaretiérkou, nedotknutelná hvězda s osobním šarmem.
Od roku 1935 se proti vulgaritě newyorské burlesky začala zvedat vlna nevole. Minskyho licence byla nezpochybnitelná až do skandálu z roku 1937, kdy striptérka jeho divadla New Gotham vystoupila zcela nahá bez tang. Všechna divadla burlesky byla následně uzavřena a samotné slovo burleska bylo zakázáno.
Po zlaté éře burlesky ve 30.–50. letech přišel útlum a pak  téměř zánik žánru.
Kolem roku 2000 se burleska znovu etablovala jako samostatný žánr. Ikony jako Dita Von Teese nebo Dirty Martini pomohly zviditelnit nový styl, objevily se festivaly, školy, lokální scény. Dnes má burleska mnoho podob – od klasiky inspirované 40. léty po avantgardní, groteskní nebo aktivistické pojetí.[zdroj?]

### Střední Evropa
Ve střední Evropě se burleska začala znovu objevovat až kolem roku 2010–2015, přičemž načasování se liší podle jednotlivých států. Tento pozdní nástup byl způsoben kulturním kontextem, historickým zpožděním oproti západním scénám a obecně menší tradicí kabaretu. I přesto si burleska postupně našla své místo – nejprve ve velkých městech, jako jsou Praha, Vídeň, Budapešť nebo Bratislava, kde vznikaly první show, školy i komunity performerů a performerek. Dnes tu existují silné lokální scény, vlastní festivaly a unikátní přístupy, které často propojují burlesku s divadlem, alternativní kulturou nebo společenskými tématy.[zdroj?]

## Nová burleska
Současná divadelní, kabaretní či klubová burleska bývá někdy označena jako nová burleska (neo-burleska) proto, že na původní žánr (např. striptýz, nákladné kostýmy, kabaretní témata či vulgární humor) navázala vlastní umělecké pojetí performance a vizuálně nákladné show. Zastánci neo-burlesky se scházejí na akcích po celém světě, například na Vancouver International Burlesque Festival, Miss Exotic World Pageant, New York Burlesque Festival, Tease-O-Rama atd. Burleska má také vlastní muzeum v Las Vegas, kde jsou v kromě historie předvedeny kostýmy, artefakty a rekvizity slavných burleskních osobností.

### Česko
Tvůrcem české burlesky a impresáriem stálého souboru je Čecho-Švýcar David N. Jahn alias Sonny Vargas, který provozuje soubor Prague Burlesque. V produkci Bohemian Burlesque můžete navštívit i každoroční Bohemian Burlesque Festival, největší burleskní (burlesque) akci v ČR, kam každoročně už od roku 2016 na podzim zavítá 50 až 70 performerů z celého světa. Další významnou produkcí je Blue Burlesque Show (produkce Zorya Blue), která se od roku 2023 pravidelně koná ve více než deseti městech v Česku.
V České republice je několik burlesek, které překračují hranice země a jsou známé i v zahraničí. Patří mezi ně burlesky přezdívané Miss Cool Cat, Angelina Angelic, Zorya Blue, Angelica G. L'Amour, Aran Mars nebo Linde von Schwärze. 
Výuce burlesky se věnují tzv. burleskní akademie a školy, kterých je v Česku několik, v Praze, Brně a Ostravě.  „Burleska nemá žádná omezení a hranice,“ uvedla ŽENA-IN.cz Radka Kříže v srpnu 2020 jako skutečnost, na kterou se měla snažit poukázat burleska Yassmine de Mortifére svým vystupováním v těhotenství: „Těhotenství je možná stále vnímáno jako osobní záležitost, nikoli věc, která je hodná obdivu. Ženy se bojí ukázat vlastní osobnost, natož pak nahotu v kontextu s těhotenstvím. Veřejností to možná může být vnímáno negativně, ale já se rozhodla, že budu vystupovat, dokud to půjde. Hlavně na akcích, které se týkají burlesky a kabaretu, a tím prolomit ledy ve veřejném mínění.“

#### Aféra v Třebíči
V sobotu 17. června 2023, na Slavnostech růžového vína v Třebíči pořádaných Alešem Mejzlíkem a jeho společností Night Robots, s.r.o., vystoupila v rámci programu, na kterém byly přítomny také děti, před pátou odpolední hodinou na pódiu před třebíčským zámkem tanečnice burlesky. Mluvčí města Irini Martakidisová později uvedla, že Třebíčská radnice odmítá spojitost s akcí, na kterou věnovala 60 000 Kč: „Budeme je vymáhat zpět kvůli porušení etiky a morálky při slavnostech. Město uvažuje, že tuto akci už znovu ze svého rozpočtu nepodpoří.“  Radnice označila akci za „pobuřující a krajně nevhodnou“ a pořadatele vyzvala, aby se za výstřednost veřejně omluvil. Provozovatel Prague Burlesque David N. Jahn uvedl, že „burleska za to nijak nemůže. Určitě jde o selhání promotéra, který neví, co si objednal.“ Burleska přezdívaná Miss Cool Cat: „Měli to udělat o půlnoci, když už tam nebudou děti. Kdyby mi řekli, že bych měla vystupovat odpoledne, tak bych si vzala velké péřové vějíře a sundala bych si maximálně rukavičky.“ Dětský psycholog Jan Kulhánek uvedl, že by organizátoři neměli dopustit situaci, která v dětech může vyvolat kromě zvědavosti zmatek, úzkost nebo odpor a v dospívání je blokovat – ovlivnit vývoj sexuality. Právník Jan Černý: „Žena se v každém případě dopustila protiprávního jednání a policie by to měla řešit. Může se jednat o přestupek, ale i o trestný čin výtržnictví nebo o ohrožování mravní výchovy.“ Případem se začala zabývat třebíčská policie. Novinář Martin Fendrych, bývalý mluvčí federálního ministra vnitra Jána Langoše a náměstek ministra vnitra Jana Rumla (ODS), pro iRozhlas Českého rozhlasu komentoval: „Věřím, že to policie nevyhodnotí ani jako přestupek.“